# Джоанна Ґейнс
Джоанна Лі Стівенс Ґейнс (англ. Joanna Gaines; уродж. Стівенс; нар. 19 квітня 1978) — американська декораторка інтер'єрів, телеведуча та письменниця. Разом зі своїм чоловіком Чіпом Ґейнсом була співведучою шоу "Fixer Upper" про ремонт будинку, яке почали транслювати на каналі HGTV 2013 року.
Ґейнси також керують медіабрендом Magnolia, який охоплює сайт електронної комерції Magnolia, колекцію предметів домашнього декору Hearth & Hand with Magnolia для мережі магазинів роздрібної торгівлі Target, лайфстайл-журнал Magnolia Journal, телеканал Magnolia Network, на якому зараз транслюють шоу "Fixer Upper" і та серію-продовження, брокерську компанію Magnolia Realty (спочатку пара заснувала її 2003 року) і додаток Magnolia.
Ґейнс також є авторкою чи співавторкою семи книжок бестселерів New York Times, зокрема кулінарних книжок, мемуарів, книжки про дизайн будинку та дитячих книжок.

## Початок кар'єри
Незабаром після весілля Джоанна приєдналася до бізнесу Чіпа Ґейнса, а 2003 року подружжя також відкрило роздрібний магазин Magnolia Market, який продавав товари для дому. Джоанна почала вести блог про їхній досвід, що привернуло увагу керівника High Noon Entertainment, який запропонував подружжю зняти коротке відео, так званий «проморолик» для потенційного шоу. Ця концепція згодом перетворилася на шоу "Fixer Upper" на HGTV.

## Шоу"Fixer Upper"і бренд Magnolia
Пілотна серія шоу "Fixer Upper" вийшла у травні 2013 року, а перший повний сезон розпочався у квітні 2014 року. Вони продовжили знімання ще п’яти сезонів: другий сезон вийшов в ефір у січні 2015 року, третій сезон — у грудні 2015 року, четвертий — у листопаді 2016 року, а п’ятий і останній сезон вийшов в ефір 21 листопада 2017 року.
Шоу "Fixer Upper" стало популярним незабаром після дебюту, і саме цьому серіалу здебільшого приписують зростання популярності стилю інтер’єру «фермерський шик» у кінці 2010-х років. 2018 року компанія Zillow повідомила, що будинки з архітектурними особливостями, згаданими на шоу, як-от вагонкою, шип-пазом, ваннами на лапках і дверима для комор, продавалися в середньому на 30 відсотків вище від очікуваної вартості.Крім того, шоу спричинило зростання туризму та економічного розвитку у Вако, де знімали шоу.
2016 року Джоанна та Чіп Ґейнс започаткували щоквартальний журнал про стиль життя Magnolia Journal, який видає Meredith (пізніше Dotdash Meredith).
З 1 листопада 2017 року Джоанна почала продавати свою колекцію «Hearth & Hand with Magnolia» в магазинах Target Corporation. Колекція, доступна в магазинах і в Інтернеті, охоплює 300 предметів, зокрема постільну білизну та товари для життя. У лютому 2019 року вона створила для мережі Anthropologie ексклюзивну колекцію «глобально натхненних» килимів і подушок.
10 квітня 2019 року Гейни оголосили про запуск «нової медіакомпанії». Вони будуть головними креативними директорами, а нинішній президент HGTV Еллісон Пейдж буде президентом нового спільного підприємства, яке, як повідомляється, охоплюватиме телевізійну мережу та стримінговий застосунок.
У листопаді 2019 року Ґейнси відкрили кав’ярню Magnolia Press у місті Вако, штат Техас. Цей магазин був доповненням до двох інших, які вони вже мали, Magnolia Table і Silos Baking Co.
26 квітня 2020 року тестовий запуск кабельного телеканалу Magnolia Network розпочали чотиригодинною презентацією на DIY Network: Magnolia Presents: A Look Back & A Look Ahead. Discovery Inc. оголосила, що шоу "Fixer Upper" буде відроджено як стартову програму для Magnolia Network — нового каналу, яким керує подружжя Ґейнсів та який замінив дочірній канал HGTV DIY Network.
Ребрендинг DIY Network на Magnolia Network спочатку мав завершитися 4 жовтня 2020 року, але дату перенесли через пандемію коронавірусу COVID-19. 4 серпня 2020 року було оголошено, що запуск мережі заплановано на 2021 рік, а виробництво шоу  "Fixer Upper" буде відновлено до запуску нової мережі 5 січня 2022 року. Прем’єра відродженого шоу "Fixer Upper: Welcome Home" відбулася в січні 2021 року в рамках програмного запуску Magnolia Network на Discovery+. 2022 року вийшло шоу "Fixer Upper: The Castle", а 2023 року – "Fixer Upper: The Hotel".

## Суперечки та правові питання
Чіп і Джоанна Ґейнс належать до євангельської церкви Антиохійської громади, яку критикували за її гомофобні погляди. 2016 року Ґейнсів розкритикували після того, як вони з'явилися на відео під час розмови з місцевим пастором Джиммі Зайбертом з Антиохійського міжнародного руху церков, який відкрито засуджував гомосексуальність і одностатеві шлюби та заявив про свою підтримку конверсійної терапії.
У червні 2017 року подружжя Ґейнсів оголосило, що вони «досягли згоди з Агентством з охорони навколишнього середовища Сполучених Штатів щодо звинувачень у порушенні ними правил безпечного поводження зі свинцевою фарбою під час ремонту будинку». Вони заплатили 40 000 доларів США у вигляді штрафів і заявили, що надалі будуть дотримуватись цих правил і що вони «залишаються відданими підвищенню обізнаності в нашій спільноті та нашій галузі».

## Особисте життя
Джоанна Лі Стівенс Ґейнс (уроджена Джоанна Лі Стівенс) народилася 19 квітня 1978 року в Вічіті, штат Канзас, у родині корейської іммігрантки Нан Стівенс; і американця лівано-німецького походження Джеррі Стівенса. Її батьки познайомилися в Сеулі, Південна Корея, 1969 року, коли Джеррі служив там в армії Сполучених Штатів. 1990 року, коли їй було 12 років, сім'я оселилася в Остіні, штат Техас. На третьому році навчання у старшій школі вони переїхали до Вако, штат Техас, де її батько відкрив франчайзинговий магазин Firestone Tire, Jerry Stevens Firestone. Джоанна знялася в телевізійній рекламі бізнесу.
Ґейнс каже, що в дитинстві вона часто була єдиною азіатсько-американською ученицею в школах, де навчалася, і зазнавала знущань. Після переїзду до Вако вона сказала, що її ситуація покращилася, і зрештою однокурсники назвали її королевою повернення додому.
Після закінчення середньої школи Ґейнс вступила до Університету Бейлора, де спеціалізувалась на комунікації. Вона стажувалась на телебаченні Waco KWTX і на радіостанціях KWBU, а пізніше провела семестр у Нью-Йорку, працюючи стажисткою у програмі «48 годин», яку веде Ден Ратер. Вона сказала, що під час навчання сподівалася одного дня сама працювати тележурналісткою. Вона закінчила Бейлор 2001 року.
1998 року Чіп Ґейнс навчався в університеті Бейлор одночасно з Джоанною, але ніколи не зустрічався з нею, він зустрів її, коли вона працювала в майстерні шин свого батька, і впізнав її з реклами. Вони почали зустрічатися, а 2003 року пара одружилася у Вако.
У них п'ятеро дітей: Дрейк, Елла, Дюк, Еммі та Крю.

## Переклади українською
2019 року у видавництві «ArtHuss» вийшов український переклад книжки «Своя оселя. Дизайн простору, у якому хочеться жити». Перекладачка — Валерія Бондаренко.